# Achille Lauro (cantante)
Achille Lauro, pseudonimo di Lauro De Marinis (Verona, 11 luglio 1990), è un cantautore e rapper italiano.
Noto per i suoi lavori nel rock, hip hop, pop e cantautorato, nel 2019 è salito alla ribalta partecipando al 69º Festival di Sanremo con il brano Rolls Royce. Nel 2022 ha rappresentato San Marino alla 66ª edizione dell'Eurovision Song Contest, dopo aver vinto la prima edizione della manifestazione Una voce per San Marino con il brano Stripper.

## Biografia
Nato nel 1990 a Verona da Nicola, professore universitario e magistrato della Corte di cassazione originario di Gravina in Puglia (BA), e dalla veneta  Cristina Zambon, Lauro De Marinis cresce a Roma tra i quartieri di Serpentara e Vigne Nuove e all'età di quattordici anni si trasferisce in una comune insieme al fratello maggiore Federico, detto Fet, già produttore per la crew Quarto Blocco; è grazie a lui che nel giovane Lauro nasce la passione per la musica. I due si allontanano dalla famiglia, che si è trasferita invece in un'altra città. Sempre grazie al fratello, Lauro si addentra nel mondo del rap underground, pubblicando i primi mixtape e facendosi notare da Marracash, che lo ha accolto nel collettivo Roccia Music. Avviata la carriera musicale con Achille Idol immortale e Dio c'è, decide di diventare imprenditore di se stesso e fondare la No Face Agency, con la quale ha pubblicato gli album Ragazzi madre, Pour L'amour, caratterizzati da una sempre maggiore sperimentazione, e 1969, a partire dal quale abbraccia sonorità più vicine al rock e al pop. Ottiene popolarità grazie alle partecipazioni al Festival di Sanremo e all'Eurovision Song Contest, e parallelamente alla pubblicazione dei tre side-project 1990, 1969 - Rebirth, 1920, insieme all'agenzia MK3, e degli album Lauro e Comuni mortali, consolida la propria attività come imprenditore, dedicandosi anche a diversi progetti collaterali negli ambiti della TV, del cinema, della letteratura, della moda, oltre che delle arti visive e digitali.
Come dichiarato in alcune canzoni e in alcune interviste, Lauro ha mantenuto negli anni un rapporto molto stretto con la madre, consigliera di amministrazione dell'attuale holding di Lauro, la De Marinis Group, mentre in passato ha avuto un rapporto conflittuale con il padre, poi rinsaldato. Secondo Il Sole 24 Ore il valore economico dell'artista, tra portafoglio contratti e valutazione del brand, si aggira attualmente sui 15 milioni.
È un tifoso della Lazio e fin da piccolo grande fan di Siniša Mihajlović.

### Primi anni

#### 2012:BarabbaeHarvard
Entrato nel giro musicale del Quarto Blocco, Lauro decide di adottare un nome d'arte, optando per "Achille Lauro". Egli stesso dichiarerà a posteriori che tale scelta era stata motivata dal fatto che molti associavano il suo nome al cognome dell'omonimo armatore partenopeo. Nel 2012 è stato pubblicato il suo primo mixtape, intitolato Barabba Mixtape e realizzato con la collaborazione di diversi produttori affiliati al Quarto Blocco, come Frigo, Caputo e Sedato. Il mixtape è una produzione indipendente, per cui viene reso sin da subito disponibile in download gratuito. Lo stesso accade per Harvard Mixtape, altro mixtape prodotto per il collettivo Quarto Blocco.

#### 2013-2014: Ingresso in Roccia Music eAchille Idol immortale
Lauro diventa l'artista di spicco del Quarto Blocco, al punto che diversi esponenti dell'underground romano, come DJ 3d ed il consacrato Noyz Narcos lo accolgono sotto la propria ala, favorendone l'ingresso nell'etichetta Roccia Music, a capo della quale vi sono il produttore Shablo e Marracash. Questo avviene nel 2013, e già nel febbraio dello stesso anno viene annunciato l'album Achille Idol immortale, pubblicato poi nel febbraio 2014 in free download, che vede la partecipazione di artisti come Marracash, Noyz Narcos e Gemitaiz, ma anche Coez. Il disco non si presenta come un album di rap tradizionale, poiché alla chiusura di ogni traccia vi è la lettura di un versetto evangelico, rivisitato in ottica "lauriana", e le sonorità non sono quelle tipiche dell'hip-hop.

### Il successo

#### 2015:Young Crazy EPeDio c'è
Nel 2015, complice l'ottimo riscontro di Achille Idol immortale, da cui vengono estratti singoli di successo come Real Royal Street Rap, Roccia Music investe sempre di più su Lauro, che pubblica un'EP intitolato Young Crazy EP che contiene sei brani, tra cui La Bella e la Bestia, che verrà poi arrangiato in una versione unplugged di successo.
Per il 26 maggio 2015 è stata fissata la pubblicazione di Dio c'è, secondo album in studio di Achille Lauro, la cui copertina riprende quella di Young Crazy EP. Il titolo dell'album è chiaramente un altro riferimento alla religione cristiana, come lo erano i versetti recitati in Achille Idol immortale. Anche in questo caso figurano partecipazioni di artisti già consacrati, come alcuni appartenenti al Quarto Blocco, tra tutti Caputo alla traccia Playground Love.

#### 2016-2017: No Face Agency eRagazzi madre
A sorpresa, il 30 giugno 2016, contestualmente alla pubblicazione di Santeria e Malammore, tramite i profili social di Roccia Music viene diramata la notizia dell'abbandono da parte di Achille Lauro dell'etichetta discografica di Marracash e Shablo. In seguito Lauro ha sempre parlato positivamente della sua esperienza in Roccia Music, paragonando il suo caso a quello di colleghi come Sfera Ebbasta, per i quali Roccia Music ha funto da rampa di lancio per una carriera indipendente; non a caso la ragione che spinse Lauro ad abbandonare Roccia Music fu la volontà di fondare una propria etichetta discografica, la No Face Agency, che riuscirà ad avviare assieme al produttore DJ Pitch8, già produttore del brano Young King.
La neonata etichetta si mette subito al lavoro per la produzione di Ragazzi madre, terzo album in studio del rapper romano, pubblicato nel novembre 2016. Concepito inizialmente come mixtape targato Roccia Music, l'album, che consacra il sodalizio tra Lauro e il produttore Boss Doms, porta ancora avanti temi come quello dello spaccio di stupefacenti. In particolare, la copertina raffigura una radiografia di Lauro con degli ovuli di cocaina, ed il titolo è un riferimento ai ragazzi dei bassifondi che vengono cresciuti da ragazzi ridotti come loro, e sono a loro volta indotti a crescere ragazzi come loro. Nell'ottobre 2017 Lauro sigla un contratto con Sony Music, e nel novembre successivo viene distribuita la 1 Year Anniversary di Ragazzi madre, con incluse 8 tracce bonus.
Assieme al produttore Edoardo Manozzi, in arte Boss Doms, Lauro prende parte all'edizione del 2017 dello show Pechino Express come coppia dei Compositori, posizionandosi al terzo posto, annunciato in video dalle loro madri. Nel corso della competizione attira l'attenzione il suo litigio con la showgirl Antonella Elia, che suscita l'ostilità del pubblico verso Lauro e Manozzi. La sua avventura come concorrente del programma viene ripercorsa nello speciale Achille Lauro Express, in onda su Rai 2 il 25 febbraio 2020.

### La consacrazione artistica

#### 2018:Pour l'amour
Nel corso del 2017, dopo l'uscita da Roccia Music, Lauro, pur collaborando con artisti di spicco della vecchia scuola italiana, si avvicina ad artisti rap emergenti della nuova scuola e realizza brani di successo come Thoiry RMX. I singoli di quest'anno si allontanano dallo stile tipico dei primi album in studio; nasce la wave della "samba trap", di cui si fanno stendardi brani quali Amore mi, progetti artistici eccentrici ma efficaci, ed uno stile completamente rinnovato.
Nella prima metà del 2018 vengono pubblicati i singoli Midnight Carnival e Ammò, che anticipano l'album Pour l'amour, pubblicato il 22 giugno dello stesso anno in collaborazione con Boss Doms. Il disco si propone come un progetto puramente sperimentale, in cui vengono incanalate influenze musicali di ogni genere, come un'opera fusion: dalla sonorità napoletana (Ammò) a quella house (Angelo blu, con il cantante eporediese Cosmo), da quella sudamericana (Mamacita) a quella trap (Thoiry RMX e Bvlgari). Lauro ha dichiarato di aver creato il disco su ispirazione tecnica dei The Doors, ovvero isolando se stesso e gli artisti in collaborazione in una villa, dove poter concepire questo ed altri due album in studio, da pubblicare come una sorta di trilogia; a ciò si aggiunge anche l'assunzione di microdosi di sostanze stupefacenti, per stimolare la produzione artistica senza devianze.
Preso parte all'edizione 2018 del Concerto del Primo Maggio di Roma, esibendosi in Thoiry RMX, Teatro & Cinema e La Bella e la Bestia - Unplugged. Il 14 dicembre 2018 viene pubblicato No Face Forever, posse album dell'etichetta di Lauro, che partecipa alla realizzazione del disco con un featuring alla traccia Trap. Collabora anche con Anna Tatangelo per la realizzazione di Ragazza di periferia 2.0.
Nel 2018 è entrato anche nel campo cinematografico come produttore di Terrurismo, un cortometraggio del regista Vito Cea e dello scrittore e sceneggiatore Roberto Moliterni, per il quale riceve il premio MaTiff per giovani produttori; nel corto appare anche in un cameo. Nello stesso anno partecipa come attore e autore di testi in rima nel lungometraggio Applausi, ispirato alla vicenda di Elisa Claps.

#### 2019: Festival di Sanremo e1969
Il 22 dicembre 2018 è stata resa nota la partecipazione di Lauro (con la collaborazione di Boss Doms) al 69º Festival di Sanremo, dove nel febbraio 2019 ha gareggiato in gara con l'inedito Rolls Royce. Il pezzo, come anticipato dallo stesso rapper, si discosta ampiamente anche dalla sonorità samba trap di Pour l'amour, tanto da essere catalogato come brano rock. Nel brano, orchestrato e diretto dal maestro Enrico Melozzi, sono stati citati esponenti ben noti della musica rock, quali i Doors, Jimi Hendrix, Amy Winehouse, Billie Joe Armstrong, Elvis Presley e Axl Rose, ma anche personaggi della cultura popolare, come Marilyn Monroe, Paul Gascoigne. Tutti questi personaggi sono gli idoli che Achille Lauro ha inseguito, prendendo la lussuosa Rolls-Royce come simbolo della vita da rockstar. A tal proposito, Lauro ha dichiarato:
(Achille Lauro, 2019)
Diverse testate giornalistiche accolgono positivamente le sonorità anticonformiste proposte da Lauro, che si è esibito sia nella serata inaugurale sia nella seconda serata, posizionandosi nella fascia bassa della classifica parziale della giuria demoscopica e nella fascia alta della giuria della stampa. Il brano è stato reso disponibile all'una del 6 febbraio, risultando poi essere il terzo brano più popolare sulla piattaforma Spotify tra quelli presenti a Sanremo, dopo I tuoi particolari di Ultimo e La ragazza con il cuore di latta di Irama. L'8 febbraio, nella serata dedicata ai duetti, si esibisce con Morgan e diventa una gradita sorpresa per il pubblico, pur non vincendo il premio al miglior duetto. Conclude l'esperienza sanremese con la nona posizione su 24 partecipanti.
Collateralmente, il 15 gennaio 2019 ha pubblicato il libro Sono io Amleto, un'autobiografia in forma romanzata. Inoltre avvia un progetto cinematografico che prevede la realizzazione di una trilogia sulla sua vita come docufilm, con la regia di Sebastiano Bontempi e la produzione di Angelo Calculli. Il primo film, uscito il 15 novembre 2019, è intitolato Achille Lauro No Face 1 e mandato in onda su Sky Uno.
Il 4 aprile 2019 ha pubblicato il singolo C'est la vie, anticipando la pubblicazione di 1969, quinto album in studio del cantante romano, dalle evidenti sonorità rock.
Dopo aver già affiancato Mara Maionchi nella scelta dei concorrenti agli Home Visit di X Factor nel 2018, è tornato nella tredicesima edizione del programma per condurre il talk show Extra Factor insieme all'attrice Pilar Fogliati e la rubrica Al Confidential: ogni settimana Lauro ha incontrato i concorrenti del reality per raccogliere le loro impressioni e consigliarli riguardo al loro percorso.
Nello stesso anno ha partecipato al cortometraggio transmediale Happy Birthday, diretto di Lorenzo Giovenga, presentato alla 76ª Mostra internazionale d'arte cinematografica di Venezia, del quale ha curato anche la colonna sonora, e al doppiaggio del film di animazione Pupazzi alla riscossa.

#### 2020: Il secondo Sanremo,1990, 1969-Rebirth e 1920
Il 25 ottobre 2019 è uscito il nuovo singolo 1990 che ha anticipato l'omonimo album.
Il 31 dicembre è stata resa nota la sua partecipazione al 70º Festival di Sanremo, dove nel febbraio 2020 è tornato in gara con il brano Me ne frego. Fa parlare di sé durante il festival per i capi targati Gucci, indossati durante le esibizioni: una tutina aderente che richiama il dipinto di San Francesco di Giotto, un abito semi-trasparente e copricapo piumato ad ispirazione della marchesa Luisa Casati, un abito regale con parrucca e perle in viso in riferimento alla Regina Elisabetta I d'Inghilterra, e in occasione del duetto con Annalisa, in cui interpretano il brano di Mia Martini Gli uomini non cambiano, un vestito verde ripreso da Ziggy Stardust, alter-ego artistico di David Bowie. Al termine della kermesse musicale si è piazzato all'ottavo posto nella classifica finale.
Successivamente, Lauro ha annunciato la nascita della nuova agenzia MK3 e il proprio ingresso nell'etichetta Warner Music Italy, da cui ha ricevuto anche la nomina a Chief Creative Director per la sussidiaria Elektra Records, divenendo il primo artista italiano ad ottenere tale incarico. Nel 2020 la rivista Forbes Italia lo ha inserito tra gli under 30 italiani che avranno maggiore impatto nel futuro per la categoria musica.
In seguito all'uscita del singolo 16 marzo, il 19 maggio 2020 è stato pubblicato per Rizzoli il suo secondo libro, 16 marzo: L'ultima notte. Il 24 luglio è uscito il primo progetto per Elektra Records: 1990, sesto album in studio dell'artista.
Il 25 settembre è uscito 1969 Achille Idol Rebirth, una rivisitazione del fortunato album di Rolls Royce, che contiene, oltre a tutte le tracce originarie, i singoli usciti nel corso del 2020 (Me ne frego, 16 marzo, Bam Bam Twist e Maleducata), una versione di C'est la vie in duetto con Fiorella Mannoia e Maledetto Lunedì, già uscita a febbraio 2019 nell'album Zerosei di Frenetik & Orang3, due storici produttori romani di Lauro.
In occasione della 35ª edizione del Lovers Film Festival, il 25 ottobre 2020 ha esposto al Museo Nazionale del Cinema di Torino la sua prima opera dal titolo Love is Love, una performance accompagnata da un'esposizione pittorica col fine di raccontare cosa significhi essere oggetto di una discriminazione.
A sorpresa, il 23 novembre Lauro ha annunciato l'uscita di un nuovo progetto dalle sonorità jazz-swing, che vedrà la luce il 4 dicembre: 1920 - Achille Lauro & The Untouchable Band. Affiancato per la prima volta da un'orchestra live in un album, che lo accompagna nell'esplorazione dei ruggenti anni '20, Lauro si propone di completare quel viaggio nel tempo che era partito dal punk-rock anni '60-'70, e aveva attraversato la disco dance degli anni '90, concludendo così la trilogia del passato ('69-'90-'20).

#### 2021: Ospite fisso a Sanremo eLauro
Dopo la conferma della sua presenza al Festival di Sanremo, arrivata il 29 dicembre 2020 e poi il 9 febbraio 2021, durante la prima conferenza stampa della manifestazione Lauro annuncia che il suo ruolo sarebbe stato quello di interpretare cinque "quadri" musicali in omaggio alla "storia di tutti noi". Il 71º Festival di Sanremo si è svolto dal 2 al 6 marzo 2021 e lo ha visto come ospite fisso della manifestazione per tutte e cinque le serate. Lauro ha omaggiato nell'ordine: il glam rock esibendosi con l'inedito Solo noi, il Rock and roll con Bam Bam Twist in un'esibizione tributo alla cantante Mina, il pop sulle note di Penelope eseguito insieme ad Emma Marrone e con la partecipazione straordinaria di Monica Guerritore, il punk rock con i brani sanremesi Me ne frego e Rolls Royce, e infine la musica classica con C'est la vie.
L'8 marzo 2021 ha annunciato un nuovo lavoro discografico, intitolato Lauro ed uscito il 16 aprile 2021. In quasi tutte le tracce dell'album è citato Dio, per il forte credo religioso del cantante. L'11 giugno segue Mille, singolo cantato con Fedez e Orietta Berti che ha debuttato in vetta alla Top Singoli. Il brano si è rivelato un grande successo e diventando un vero e proprio tormentone, vincendo il premio FIMI durante la quinta edizione del Power Hits Estate.
Nuovamente insieme a Boss Doms, ha partecipato alla seconda edizione del reality Celebrity Hunted: Caccia all'uomo, uscito sulla piattaforma Prime Video il 18 giugno 2021. Il programma è parte di un overall deal biennale tra il cantante e Amazon, che prevede la partecipazione di Lauro nella produzione di contenuti d'intrattenimento, filmografia, serie, documentari e format streaming.
In concomitanza con l'uscita del volume Achille Lauro, edito da 24 ORE Cultura, il 22 settembre dello stesso anno viene organizzato al Museo delle Culture di Milano l'evento Achille Idol is present. Photo book Experience, presentazione del libro fotografico accompagnata da una performance dello stesso Lauro, omaggio a Marina Abramović, e da una mostra dal titolo La Wunderkammer di Achille Lauro, in corso fino al 10 ottobre 2021.
Contestualmente ha annunciato l'entrata nel mercato delle criptovalute e degli NFT, grazie alla collaborazione con Gian Luca Comandini, esperto e divulgatore italiano di tecnologia blockchain. Durante il live Achille Lauro One Night Show, tenutosi al Teatro degli Arcimboldi di Milano il 7 dicembre 2021, per la prima volta al mondo gli spettatori assistono in diretta alla creazione di un'opera NFT, chiamata Broken Heart, che riproduce il battito cardiaco e le emozioni provate dall'artista durante l'esecuzione della canzone 16 marzo, rilevate grazie a sensori e strumentazione hi-tech applicati sul suo corpo durante l'evento. Il quadro digitale viene poi messo all'asta, insieme ad altri NFT da collezione legati alle sue canzoni più note, sulla piattaforma Crypto.com e il ricavato devoluto in beneficenza alla Fondazione no-profit del Gruppo San Donato.

#### 2022-2023: Il terzo Sanremo, l'Eurovision Song Contest 2022 e altri progetti
Il 4 dicembre 2021 è stata resa nota al TG1 la sua partecipazione al 72º Festival di Sanremo, seguita il 15 dicembre successivo dall'annuncio del brano Domenica, con il quale nel febbraio 2022 ha partecipato in gara con la presenza non accreditata degli Harlem Gospel Choir. Al termine della kermesse musicale si è piazzato al quattordicesimo posto nella classifica finale.
Il 19 febbraio l'artista ha vinto prima edizione del concorso canoro Una voce per San Marino con il brano Stripper di genere punk rock, primeggiando tra 18 partecipanti, di cui 9 big in gara. Questa vittoria gli assicura la partecipazione all'Eurovision Song Contest 2022 a Torino, come rappresentante dello stato di San Marino. Nel maggio successivo il cantante si è esibito durante la seconda semifinale della manifestazione europea, dove si è piazzato al 14º posto su 18 partecipanti con 50 punti totalizzati, non riuscendo a qualificarsi per la finale.
Nel frattempo, l'ingresso dell'artista nel mondo digitale è proseguito sulla piattaforma Roblox con Achille Lauro Superstar featuring Gucci, il primo evento di fashion-music mai avvenuto nel Metaverso: all'interno di questa esperienza immersiva, disponibile dal 18 al 27 febbraio 2022, gli utenti hanno possibilità di prendere parte a tre concerti, con tre ambientazioni differenti, tra video celebri e clip inedite, oltre a poter collezionare esclusivi articoli virtuali firmati Gucci ispirati agli abiti nati negli anni dalla collaborazione tra Lauro e Alessandro Michele.
Una seconda collezione di NFT, prodotta in collaborazione con PwC Italia e la BigRock School, viene generata durante l'esecuzione di alcuni brani nella tappa milanese del tour Achille Lauro Superstar - Electric Orchestra, concerto trasmesso anche in streaming sul metaverso di The Nemesis grazie al contributo del virtual entertainment brand LIVENow. Le cinque opere d'arte sound-reactive vengono poi messe all'asta sulla piattaforma Crypto.com a supporto dell'Associazione Comitato Maria Letizia Verga ed esposte all'interno di una metaverse experience che dà il via al progetto Directed by Achille Lauro.
Dopo il tour estivo Achille Lauro Superstar - Electric Orchestra, affiancato da un tour parallelo nei reparti pediatrici di alcuni ospedali italiani, l'artista continua a spaziare tra diversi ambiti artistici portando avanti collaborazioni con il MArTA di Taranto, per la creazione di un Quadro Sonoro e con il brand Mulac Cosmetics per la creazione della capsule collection Maleducata.
Il 25 novembre 2022 ha pubblicato il singolo Che Sarà, insieme al quale annuncia un tour Unplugged nei teatri nel 2023 e il progetto Achille Lauro nelle scuole, una serie di incontri con gli studenti delle scuole superiori per discutere insieme dell'incertezza del futuro realizzata in collaborazione con H-Farm e con il supporto di Amazon e Code.org, grazie alla quale nel marzo 2023 tiene un discorso nell'Aula dell'Assemblea Generale delle Nazioni Unite (ONU) a New York come parte dell'evento 'Gcmun Talks' The Arts for Global Citizenship.

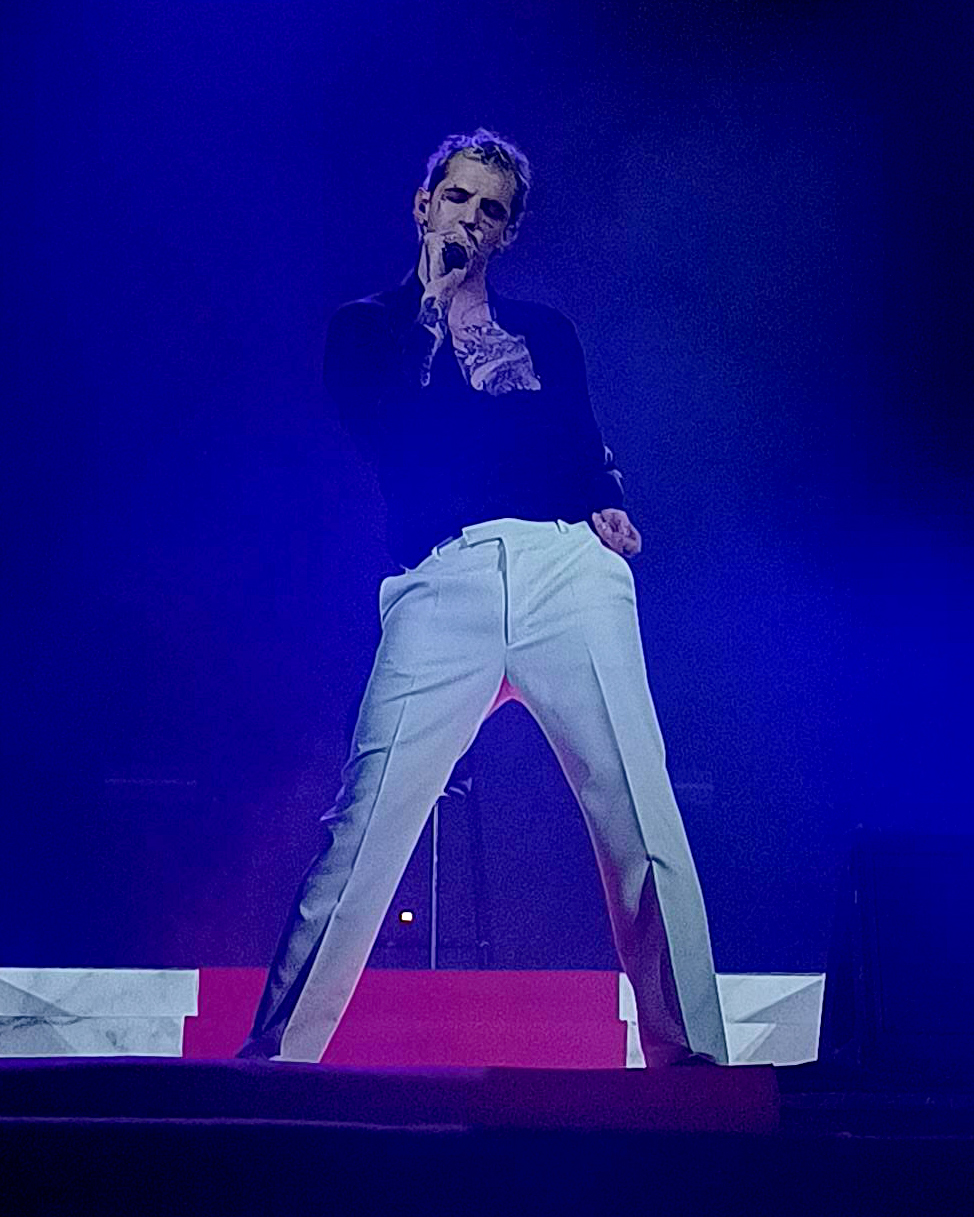
Achille Lauro in concerto dal vivo nell'ambito dell'Achille Lauro Unplugged - Live in Theatres, 2 febbraio 2023

Nell'ottobre 2023 ha presentato Les Enfants Terribles, una collezione di 56 capi realizzata dai futuri designer delle scuole di moda associate a Piattaforma Sistema Formativo Moda sotto la direzione creativa di Achille Lauro, Nick Cerioni e Martina Capriotti (co-founder di MIRTA) con il supporto di Golden Goose, presentata alla prima edizione italiana di Forces of Fashion, l'evento di Vogue dedicato al mondo della moda.

#### 2024:Directed by Achille LauroeRagazzi madre - L'Iliade
Il 27 novembre 2023 è stato lanciato su Hadem il museo virtuale Directed by Achille Lauro. L'experience, creata in collaborazione con Valuart e mostrata in anteprima nella sua NFT Art Gallery dal 4 all'8 novembre 2022, raccoglie alcuni dei più importanti concept creativi ed estetici ideati dall'artista e dal suo team.
I suoi primi dieci anni di carriera vengono raccontati nel docufilm Ragazzi madre - L'Iliade, presentato in anteprima al Cinema Antares di Roma con un evento speciale organizzato da Alice nella Città, in collaborazione con l'Assessorato grandi eventi, sport, turismo e moda di Roma Capitale nell'ambito delle attività di Aspettando Alice, e disponibile sulla piattaforma Prime Video dal 14 dicembre 2023. Al docufilm seguono la leg estiva A Rave before L'Iliade e il tour Ragazzi madre - L'Iliade, durante il quale è stata annunciata l'uscita, prevista per il 2025, del nuovo album omonimo e la nascita della Fondazione Ragazzi madre finalizzata al supporto dei giovani in difficoltà.
Parte del progetto è anche la curatela di Good Artists Do Bad Things, mostra personale dell'artista statunitense Jesse Draxler allestita il 7 maggio 2024 in una location segreta a Milano in collaborazione con Valuart. L'esposizione, incentrata sull'opera The Iliad, è stata presentata in concomitanza con la ripubblicazione in limited edition dell'album Ragazzi madre.
Nell'autunno 2024 ha partecipato, nel ruolo di giudice, alla diciottesima edizione del talent show X Factor.

#### 2025-presente: Il quarto Sanremo eComuni mortali
Nel febbraio 2025 ha partecipato per la quarta volta in gara al 75º Festival di Sanremo con il brano Incoscienti giovani, piazzandosi al settimo posto nella classifica finale. Il brano ha poi raggiunto la terza posizione della classifica Top Singoli. Il 14 febbraio, nella quarta serata dedicata alle cover, ha duettato con un'altra cantante in gara, Elodie, eseguendo i brani A mano a mano di Riccardo Cocciante e Folle città di Loredana Bertè; i due si sono classificati all'ottavo posto.
Il singolo sanremese ha anticipato un nuovo album cantautorale intitolato Comuni mortali, uscito il 18 aprile insieme al singolo Amor, che hanno raggiunto rispettivamente la vetta della classifica FIMI Album seguita dalla certificazione d'oro, e la quinta posizione della classifica Top Singoli. Il disco sarà poi seguito dal progetto Ragazzi madre - L'Iliade, dal sound più sperimentale.

## Stile e influenze musicali
Achille Lauro, pur emergendo dall'underground rap, si è evoluto in un artista fortemente eclettico. I primi due lavori in studio di Lauro sono, infatti, assimilabili al genere rap underground, che poteva rispecchiare la vita disastrata che Lauro, per la sua povertà, era costretto a vivere. Le sue sonorità hanno poi subito l'influenza della trap, che si è manifestata principalmente in Ragazzi madre. Soprattutto in Achille Idol immortale e in Dio c'è, il leitmotiv conducente della musica di Lauro è il mondo della droga.
In Ragazzi madre comincia una transizione a nuove sonorità e nuovi contenuti musicali, che si realizza nell'album sperimentale Pour l'amour; esso costituisce un album di evoluzione per lo stile di Lauro, che abbandona le comuni sonorità rap per abbracciare la musicalità latina e melodica, tant'è che Lauro conierà propriamente il genere samba trap. Anche a livello di contenuti, in Pour l'amour si ricerca più lo sperimentalismo che il racconto della droga. Con 1969, si ha un netto cambio di rotta, con l'abbandono della musicalità hip hop, al fine di abbracciare interamente le sonorità rock anticipate con Rolls Royce.
In più occasioni, Lauro ha dichiarato di non essere molto vicino, in quanto a gusti, al rap italiano, in quanto non gli piace essere omologato al noto stereotipo del rapper di strada. Infatti, Lauro si è sempre discostato dal look canonico degli artisti hip hop, dando scalpore per le sue scelte eccentriche in quanto ad abbigliamento. Ha dichiarato di seguire con piacere il connazionale Ghali, ma soprattutto gli statunitensi Travis Scott, 6lack e Young Thug. Lauro ha dichiarato di essere un fan di Vasco Rossi, di Kurt Cobain, di Elvis Presley e dei Beatles. Sostiene di essersi ispirato a Lucio Battisti e Rino Gaetano in riferimento alla sua svolta rock.

## Controversie

### Sanremo 2019
Nel corso del 69º Festival di Sanremo, il programma televisivo Striscia la notizia sostenne che il brano Rolls Royce di Achille Lauro in realtà si riferisse a una pasticca di ecstasy (detta appunto Rolls-Royce per via del logo dell'omonima auto impresso sopra) e non alla famosa automobile che, tra l'altro, ha sul radiatore la statuetta chiamata Spirit of Ecstasy. Secondo Striscia la notizia la canzone di Lauro sarebbe un inno alla droga e, a riprova di ciò, ha analizzato il testo della canzone citando numerosi artisti noti per aver assunto sostanze stupefacenti (come Elvis Presley, Jimi Hendrix, i Rolling Stones, Paul Gascoigne, Billie Joe Armstrong dei Green Day, Axl Rose dei Guns N’ Roses, Amy Winehouse, Kevin di Mamma, ho perso l’aereo, ossia l'attore Macaulay Culkin) e altri addirittura morti per droga (come Jim Morrison e, secondo alcune teorie complottiste, Marilyn Monroe). La canzone di Achille Lauro, secondo Striscia la notizia, assumerebbe un significato solo se si prendono in considerazione questi riferimenti. Secondo Gabriele Antonucci di Panorama invece il brano non è un inno all'ecstasy, ma al sogno di un riscatto sociale, anzi, "sorprende che, in un repertorio abbondantemente orientato sulle sostanze psicotrope, l'unica canzone di Lauro che non parla, con tutta evidenza, di droga debba essere spacciata per tale".

### Sanremo 2022 e accuse di blasfemia
Nel corso del 72º Festival di Sanremo il cantante, durante l'esibizione con il brano Domenica, ha mimato il sacramento cristiano del battesimo versandosi dell'acqua sulla fronte, come omaggio al compleanno della madre, che professa la religione cattolica. Il gesto del cantante ha suscitato numerose polemiche, soprattutto da parte di esponenti del clero cristiano, tra cui il direttore del Festival della Canzone Cristiana Fabrizio Venturi, il Vescovo di Ventimiglia-San Remo Antonio Suetta, il direttore di Famiglia Cristiana don Antonio Rizzolo, chiedendo come Rai 1 abbia permesso atteggiamenti profani nei confronti dei sacramenti del cattolicesimo.
Andrea Monda, direttore del quotidiano ufficiale della Santa Sede, L'Osservatore Romano, replica scrivendo «volendo essere a tutti i costi trasgressivo, il cantante si è rifatto all'immaginario cattolico. Niente di nuovo. Non c'è stato nella storia un messaggio più trasgressivo di quello del Vangelo». Monda ricorda il Padre Nostro recitato in ginocchio a Wembley da "un grande artista rock" come David Bowie, affermando che oramai non vi siano più veri trasgressori. Hanno inoltre protestato l'associazione di telespettatori cattolici Aiart e l'Osservatorio dei Diritti dei Minori.

### Eurovision Song Contest 2022
In seguito alla vittoria di Lauro del contest Una voce per San Marino, che gli ha consentito di rappresentare San Marino all'Eurovision Song Contest 2022 a Torino, il cantante ha ricevuto numerose critiche per la sua partecipazione in gara contro l'Italia. La sua esibizione è stata poi accolta positivamente dalla stampa e dal pubblico, generando un malcontento da una quota parte degli spettatori per la mancata qualificazione alla finale dell'evento.

## Discografia
- 2014 – Achille Idol immortale
- 2015 – Dio c'è
- 2016 – Ragazzi madre
- 2018 – Pour l'amour
- 2019 – 1969
- 2021 – Lauro
- 2025 – Comuni mortali

## Programmi televisivi
- Pechino Express - Verso il Sol Levante (Rai 2, 2017) - concorrente
- Extra Factor (Sky Uno, 2019) - co-conduttore
- Achille Lauro Express (Rai 2, 2020) - speciale a lui dedicato
- Festival di Sanremo (Rai 1, 2021, 2023) - ospite fisso (2021); ospite (2023)
- Celebrity Hunted: Caccia all'uomo 2 (Prime Video, 2021) - concorrente
- X Factor (Sky Uno, dal 2024) - giudice

## Partecipazioni a manifestazioni canore
- Eurovision Song Contest
  - 2022 – 14º posto in semifinale con Stripper
- Festival di Sanremo (Rai 1)
  - 2019 – 9º posto con Rolls Royce
  - 2020 – 8º posto sezione "Campioni" con Me ne frego
  - 2022 – 14º posto con Domenica, accompagnato dall'Harlem Gospel Choir
  - 2025 – 7º posto sezione "Campioni" con Incoscienti giovani
- Una voce per San Marino
  - 2022 – 1º posto con Stripper

## Filmografia

### Attore

#### Cinema
- Applausi, regia di Angelo Calculli (2018)
- Ritorno al crimine, regia di Massimiliano Bruno (2021) - nel ruolo di se stesso
- Anni da cane, regia di Fabio Mollo (2021) - nel ruolo di se stesso

#### Televisione
- Imma Tataranni - Sostituto procuratore, episodio 1x02 (2019) - nel ruolo di se stesso
- Prisma, episodio 1x07 (2022), episodio 2x04 (2024) - nel ruolo di se stesso
- Pesci piccoli - Un'agenzia. Molte idee. Poco budget, episodio 1x01 (2023) - nel ruolo di se stesso

#### Cortometraggi
- Terrurismo, regia di Vito Cea e Roberto Moliterni (2018) - nel ruolo di se stesso
- Happy Birthday, regia di Lorenzo Giovenga (2019) - nel ruolo di se stesso

### Doppiatore

#### Cinema
- Lucky Bat (canto) in Pupazzi alla riscossa, regia di Kelly Asbury (2019)

### Regista

#### Cinema
- No face 1, regia di Lauro De Marinis e Sebastiano Bontempi (2019)
- Rolls Royce Rockstar Heaven, regia di Lauro De Marinis (inedito)
- Ragazzi madre - L'Iliade, regia di Lauro De Marinis (2023)

### Produttore
- Terrurismo, regia di Vito Cea e Roberto Moliterni (2018) – cortometraggio
- No face 1, regia di Lauro De Marinis e Sebastiano Bontempi (2019)
- Rolls Royce Rockstar Heaven, regia di Lauro De Marinis (inedito)
- Ragazzi madre – L'Iliade (2023), regia di Lauro De Marinis (2023)

## Spot pubblicitari
- Prime Video (2022)
- McDonald's (2025)

## Altre attività

### Esposizioni artistiche
- Love is Love (Torino, Museo Nazionale del Cinema, 25 ottobre 2020), a cura di Lauro De Marinis
- Achille Idol Is Present. Photo Book Experience (Milano, Museo delle culture, 22 settembre-10 ottobre 2021), a cura di Lauro De Marinis, Nicolò Cerioni e Leandro Emede
- Good Artists Do Bad Things (Milano, Galleria LAMPO, 7 maggio 2024), a cura di Lauro De Marinis

### Metaverso
- Achille Lauro Superstar feat. Gucci (su Roblox, 18 - 27 febbraio 2022)
- Achille Lauro NTF Live SUPERART Concert (su The Nemesis, 5 luglio 2022)
- Directed by Achille Lauro (su Hadem, dal 27 novembre 2023)

### Collezioni NFT
- Broken Heart (su Cripto.com, dal 7 dicembre 2021)
- NFT Live Superart (su Cripto.com, dal 4 novembre 2022)

## Opere
- Lauro De Marinis, Sono io Amleto, Rizzoli, 15 gennaio 2019, ISBN 978-88-17105-15-6.
- Lauro De Marinis, 16 marzo: L'ultima notte, Rizzoli, 19 maggio 2020, ISBN 978-88-17143-36-3.
- Achille Lauro, 24 ORE Cultura, 23 settembre 2021, ISBN 978-88-6648-547-6.

## Riconoscimenti
- Forbes Italia
  - 2020 – Inserimento tra gli under 30 italiani di maggiore impatto nel futuro nella categoria "Musica"[86]
- Matera International Film Festival
  - 2020 – Premio Giovani produttori[174]
- Marateale – Premio Internazionale Basilicata
  - 2023 – Marateale Award in Winter[175]